# Georg Kahlson
Georg Sigfrid Kahlson, född 23 september 1901 i Finland, död 27 september 1982 i Lund, var en finlandssvensk fysiolog.

## Utbildning och arbete
Efter studentexamen vid Göteborgs Högre Realläroverk för gossar 1920 studerade han medicin i Helsingfors och Jena, arbetade sedan som färdig läkare i München och Göttingen. Han blev 1934 docent i farmakologi i Lund och 1936 docent i fysiologi. Kahlsom var professor i fysiologi vid Lunds universitet 1938–1968.

## Skrifter och medlemskap
Georg Kahlson utgav 1944 en samling skrifter om vetenskap och samhälle, "Minerva och Bulldoggen". Under Andra världskriget var han ordförande i Lunds Anglo-Swedish Society. Under denna tid inrättades Statens nämnd för flyg- och navalmedicinsk forskning med Kahlson som ordförande i tio år. Han medverkade till att Statens medicinska forskningsråd kom till stånd 1945. Han blev ledamot av Fysiografiska Sällskapet 1939, av svenska Vetenskapsakademien 1946, av den danska 1956 samt av Krigsvetenskapsakademien 1949.

## Antinazist
Under det andra världskriget var han medarbetare i Göteborgs Handelstidning. Georg Kahlson var en av de få professorna i Lund som var öppet antinazistiska. I essaysamlingen Tidsspegel som kom ut 1942 på Bonniers förlag. skrev tio lundaprofessorer om sin vetenskap och tog tydligt ställning mot nazism och för demokratiska värden. Georg Kahlson var en av dem. De övriga var Torsten Gustafson, Olle Holmberg, Sven Ingvar, Ragnar Josephson, Fredrik Lagerroth, Johannes Lindblom, Åke Malmström, Arne Müntzing och Alf Nyman.

## Utmärkelser
- Medicine hedersdoktor i Oslo 1946
- Juris hedersdoktor i St. Andrews, Scotland 1963.
- Danska Frihetsmedaljen 1945
- British Freedom Medal.1948